# Leverkusener Jazztage
Die Leverkusener Jazztage sind ein international renommiertes Musikfestival in Leverkusen. Es findet seit 1980 jährlich im Herbst statt.

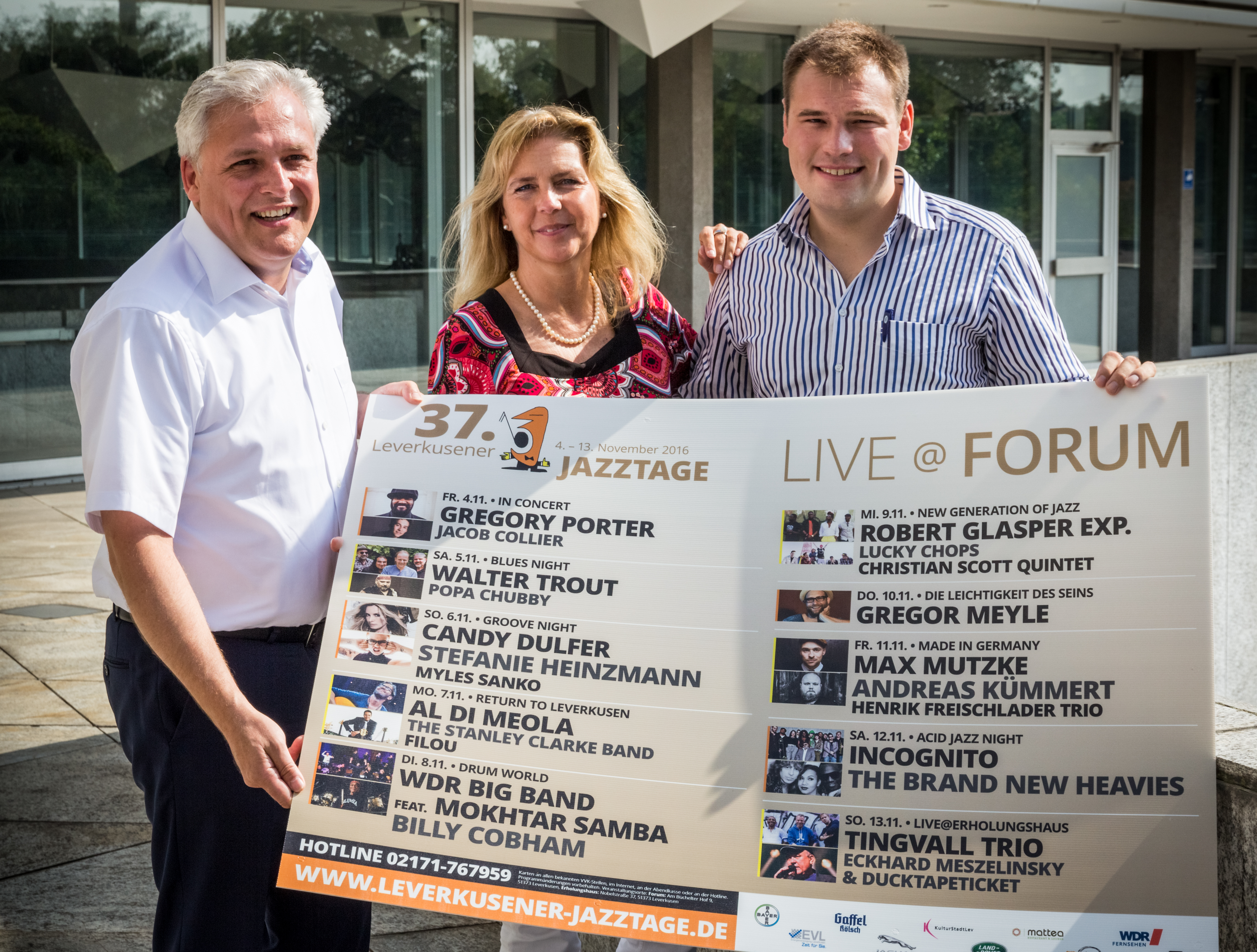
Fabian Stiens (rechts) bei der Pressekonferenz zu den Leverkusener Jazztage 2016 mit dem Kulturdezernent Marc Adomat (links) und der Betriebsleiterin KulturStadtLev Biggi Hürtgen (Mitte)

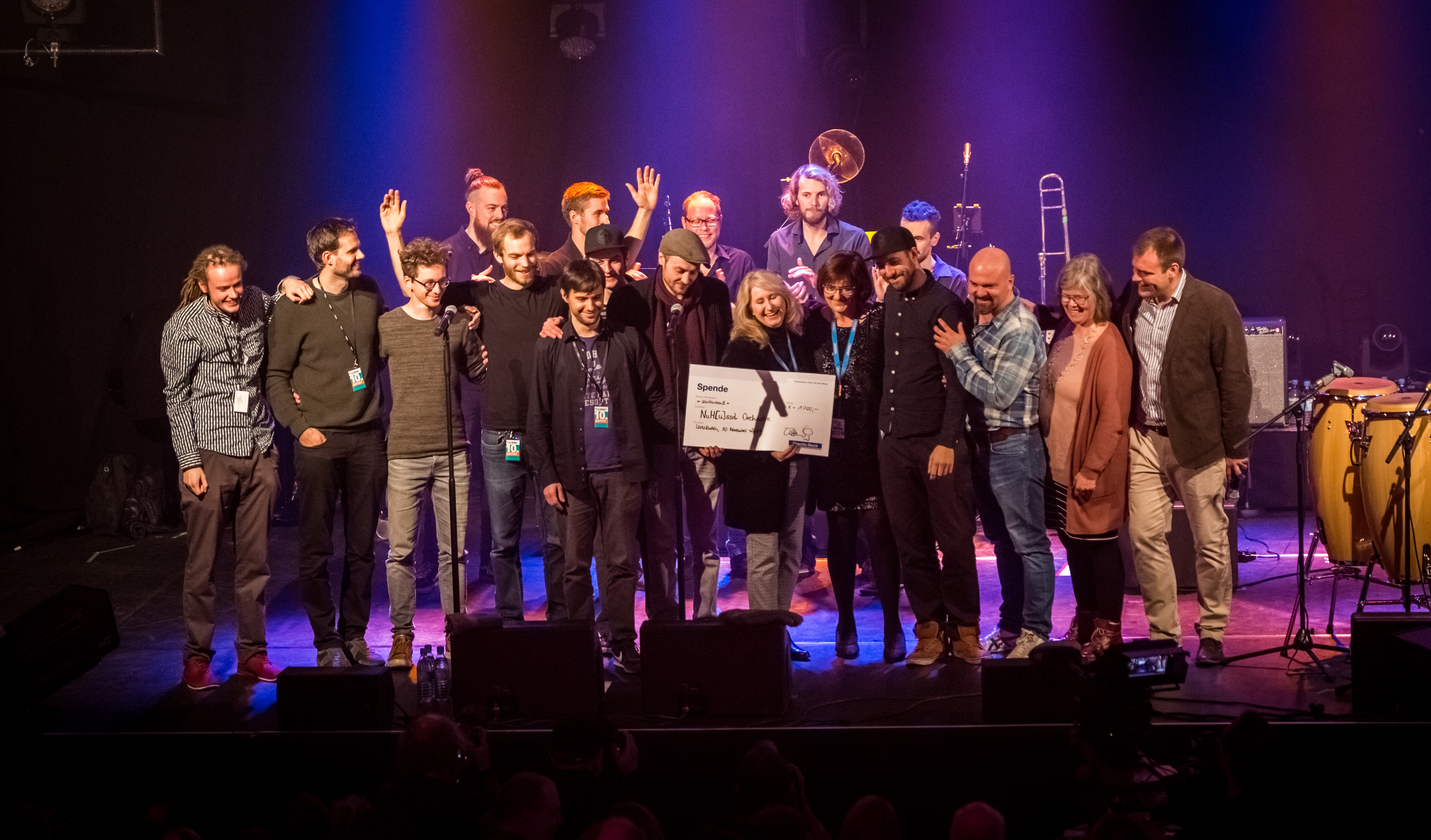
Future Sounds 2017 Preisverleihung - NuH[u]ssel Orchestra

## Geschichte
Mit weit über 20.000 Besuchern pro Saison ist das Festival inzwischen eines der größten Jazzereignisse im deutschsprachigen Raum. An bis zu zehn aufeinanderfolgenden Tagen werden dem Publikum pro Abend mehrere Live-Acts geboten. Dabei werden die Konzerte traditionell verschiedenen Themenabenden zugeordnet (Blues Night, Ladies Night, African Dance Night, Generation-NighT u. a.). Neben dem Jazz widmet sich das Festival vor allem der World Musik.
1980 fanden die Leverkusener Jazztage zum ersten Mal statt. Die Stadt Leverkusen feierte in dem Jahr ihren 50. Geburtstag und hatte alle Vereine der Stadt aufgefordert, sich an den Festivitäten zu beteiligen. Einige Jazz-Interessierte, die bereits zwei Jahre zuvor einen Jazzclub gegründet hatten, fanden sich zur Organisation des zunächst als einmaliges Projekt gedachten Festivals zusammen. Durch die positive Resonanz in der Kulturszene der Region und große Zuschauerströme blieb es nicht dabei – die Veranstaltung festigte in der Folgezeit vielmehr ihre Position als fester Bestandteil des kulturellen Lebens der Stadt und der Region. Seit 2008 wird im Rahmen der Leverkusener Jazztage der Nachwuchspreis Future Sounds verliehen.
In den vergangenen Jahren gab es immer wieder aufkeimende Gerüchte um eine mögliche Absage des Festivals aufgrund mangelnder finanzieller Unterstützung seitens der Sponsoren. Besonders die Stadt Leverkusen geriet dabei zunehmend in die Kritik, weil sie ihrem Aushängeschild Jahr für Jahr die Mittel kürzte. Unterstützt wird die Veranstaltung von einer Vielzahl ehrenamtlicher Helfer.
Im Herbst 2016 übernimmt Fabian Stiens die Festivalleitung von Eckhard Meszelinsky, der das Konzept seit über 20 Jahren entwickelte.
Aufgrund der Corona-Pandemie fanden die Jazztage als Live-Streams statt.

## Musiker (Auswahl)
Im Laufe der Jahre sind viele internationale Jazzkünstler und Musikergrößen bei den Leverkusener Jazztagen aufgetreten, so u. a.:
| - Chet Baker - Lester Bowie - Dee Dee Bridgewater - James Brown - Dave Brubeck - Ray Charles - Chick Corea - Randy Crawford - Jamie Cullum | - Miles Davis - Candy Dulfer - Ibrahim Ferrer - Herbie Hancock - Abdullah Ibrahim - Al Jarreau - Kool & The Gang - John McLaughlin - Miriam Makeba | - Mariza - Marcus Miller - Nippy Noya - Maceo Parker - Oscar Peterson - Michel Petrucciani - Gregory Porter - Wayne Shorter - Jimmy Smith | - Tower of Power - Paco de Lucía - Al Di Meola - Joe Robinson - Lucky Peterson - Carmen Souza - Zaz - Johnny Guitar Watson |

## Veranstaltungsorte
Das Festival findet aktuell nicht nur im Forum (Leverkusen City) statt, sondern auch im Bayer Erholungshaus (Leverkusen City) und im Scala Club (Leverkusen City).
In früheren Jahrzehnten traten über die Hauptspielorte hinaus während des Festivals Jazzmusiker auch an den folgenden Orten auf:
- topos
- K1 + Galerie am Werk
- Notenschlüssel
- Sensenhammer
- St. Agnes Kirche
- Witwe Kaiser
- Godot